# دارسونیشکیس
دارسونیشکیس (به لاتین: Darsūniškis) یک منطقهٔ مسکونی در لیتوانی است که در شهرستان کاوناس واقع شده‌است.

## خصوصیات
دارسونیشکیس ۳۰۷ نفر جمعیت دارد.